# William Clark Quantrill

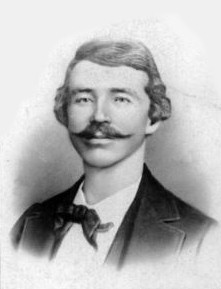
William Clark Quantrill

William Clark Quantrill (* 31. Juli 1837 in Canal Dover, Ohio; † 6. Juni 1865 in Louisville, Kentucky) war ein berüchtigter Partisanenführer im Sezessionskrieg.

## Die frühen Lebensjahre Quantrills
Quantrill wurde als ältestes von acht Geschwistern in Canal Dover (heute: Dover), Ohio am 31. Juli 1837 geboren. Sein Vater war Thomas Quantrill, der aus Hagerstown, Maryland stammte. Seine Mutter, Caroline Cornelia Quantrill, geborene Clark, stammte aus Chambersburg, Pennsylvania. Die Eltern heirateten am 11. Oktober 1836. Sie siedelten noch im Dezember des gleichen Jahres nach Canal Dover über. Thomas Quantrill starb am 7. Dezember 1854, sehr wahrscheinlich an Tuberkulose. Zum Todeszeitpunkt stand er als Rektor der örtlichen Canal Dover Union School vor.

### Erziehung und frühe politische Überzeugung
Über die ersten Jahre Quantrills in Canal Dover ist nur wenig bekannt. Als gesichert gilt, dass er in einer den Unionisten nahestehenden Familie aufwuchs und auch nach dem Tode des Vaters eine dementsprechende Erziehung der Mutter genoss. Seine ursprüngliche politische Überzeugung soll demnach gegen die Ausbreitung, aber keineswegs für ein Ende der Sklaverei gerichtet gewesen sein, was auch in seiner zeitweiligen Anhängerschaft der Free-Soil-Partei deutlich wird. Die Free-Soil-Party war eine kurzlebige und bald von den Republikanern absorbierte Splittergruppe der Demokratischen Partei, die im Wesentlichen in den Präsidentschaftswahlen von 1848 und 1852 in Erscheinung trat, allerdings ohne nennenswerte Erfolge.

### Tätigkeiten bis zum Bürgerkrieg 1861
Bereits mit 16 begann Quantrill als Schullehrer zu arbeiten und verdiente überwiegend so seinen Lebensunterhalt, bis er 1858 dem US-Heer beitrat. Sein Dienst verschlug ihn zeitweilig nach Utah. Er diente überwiegend als Mannschaftsführer (Gruppenführer, Unteroffizier). Er quittierte allerdings den Dienst bald, um sich fortan als professioneller Glücksspieler zu versuchen. 1859 zog er nach Lawrence, Kansas, wo er wieder als Lehrer tätig wurde. Allerdings musste er die Stadt und den Staat bald verlassen, nachdem ihm Viehdiebstahl und Mord vorgeworfen worden waren. Er floh nach Missouri.

## Quantrill’s Raiders im Bürgerkrieg
Bevor William Clark Quantrill als konsequenter Gegner jeder Obrigkeit 1861 die Guerillatruppe Quantrill’s Raiders gründete, deren Aktionen sich ursprünglich gegen die Abolitionisten richteten und die dabei besondere Brutalität und Rücksichtslosigkeit an den Tag legten, überlegte er sich bei Kriegsbeginn zunächst, ob er nicht als aus Maryland Stammender dem US-Heer oder der Missouri State Guard beitreten sollte. Seine ablehnende Haltung gegenüber den Disziplinvorstellungen des Heeres ließen ihn davon absehen. Stattdessen gründete er die Quantrill’s Raiders als irreguläre Einheit von zunächst nur etwa einem Dutzend Kämpfern, die später von der Regierung der Konföderierten Staaten von Amerika (Südstaaten) als offizielle Hilfstruppe des konföderierten Heeres anerkannt wurden. Quantrill wurde in den Rang eines Unteroffiziers befördert.
Zeitweilig setzten sich Quantrill’s Raiders auch mit den aus Kansas nach Missouri einfallenden Jayhawkern, einer für die Nordstaaten kämpfenden Guerilla-Einheit des Unionsheeres, auseinander. Quantrill und seine Gefolgsleute machten diese für den Einsturz eines Gefängnisses in Kansas City verantwortlich, in dem einige Familienmitglieder, Freunde und Sympathisanten der Quantrill’s Raiders gefangen gehalten worden waren. Der Einsturz, der nach Ansicht Quantrills absichtlich herbeigeführt worden war und vier weibliche Gefangene das Leben kostete, führte zu einer Vergeltungsaktion. Bei diesem Angriff am 21. August 1863 brandschatzten und plünderten die Quantrill’s Raiders die Stadt Lawrence und töteten rund 200 Männer und Jungen. Dieses Massaker von Lawrence gilt als sein berüchtigtestes Verbrechen.
Dieser und andere brutale Überfälle auf Eisenbahnstrecken, Patrouillen, Kuriere und Siedlungen der Union verschafften Quantrill den Ruf, „The bloodiest man in American history“ zu sein. Immer wieder wurden Unionssoldaten gejagt, allerdings vergriff man sich auch an Zivilisten, die der Union nahestanden oder deren Unterstützung verdächtig waren.
Die Kommandeure der Unionstruppen erklärten Quantrill zum Gesetzlosen, obschon Quantrill als Hauptmann einer Gruppe Partisan Rangers geführt wurde und damit faktisch dem konföderierten Heer angehörte.  Als die Unionstruppen anordneten, dass alle gefangen genommenen Guerilla-Kämpfer zu erschießen seien, entschied Quantrill im Gegenzug, ebenfalls Gefangene zu exekutieren. Bei seinen Gegnern erlangte er bald einige Bekanntheit als gefürchteter Rebellenführer, während ihn seine Gefolgsleute eher als einen geradlinigen Freigeist beschrieben und als Helden ansahen.
Während des Winteraufenthaltes in Texas zerfiel die Einheit infolge von Streitigkeiten, jedoch kämpften einige versprengte Gruppen noch einige Zeit weiter gegen die Truppen der Union, manche noch lange nach Kriegsende. Darunter befanden sich berühmte Outlaws wie Jesse James und Cole Younger. Wie viele andere hatten sie bei Quantrill ihre ersten Überfälle mitgemacht, zu denen auch im Guerillakrieg schon Eisenbahnüberfälle gehörten, auf die sie sich dann nach dem Krieg spezialisierten.
Einer dieser Gruppen schloss sich Quantrill im Herbst/Winter 1863 für einige Zeit an. Sie wurde vom als bösartig beschriebenen Leutnant William T. Anderson angeführt, der den Beinamen Bloody Bill trug. Ihre Wege trennten sich nach einigen Wochen.
William Clark Quantrill erlag am 6. Juni 1865 den schweren Verletzungen, die er vier Wochen zuvor am 10. Mai 1865 bei einer Schießerei mit einer Einheit der Nordstaaten erlitten hatte. Diese hatten Quantrill und einigen Dutzend verbliebenen Gefolgsleuten in einem Hinterhalt aufgelauert, nachdem Quantrill und seine Bande zuvor einige Überfälle in Kentucky begangen hatten. Dabei hatte er einen Schuss in die Brust erhalten.

## Ehe
Während des Krieges lernte Quantrill die vierzehnjährige Sarah Katherine King auf der Farm ihrer Eltern in Missouri kennen. Sie verliebten sich, heirateten und lebten fortan gemeinsam im Camp Quantrills und seiner Männer. Als ihr Mann starb, war sie 17 Jahre alt.

## Nachwirkungen
Obwohl seine Grausamkeiten im ganzen Land bekannt waren, widmete ihm die Bevölkerung in den unterlegenen Südstaaten das Volkslied Quantrill, a galant bravehearted boy, in dem seine Kriegstaten glorifiziert werden. Es existiert eine William Clarke Quantrill Society mit Sitz in Missouri, die bis heute seine Taten rühmt.
Quantrill wird von einigen Historikern als opportunistischer, blutdurstiger Verbrecher angesehen. Der Historiker James M. McPherson nannte ihn einen „pathologischen Killer, der Unionssoldaten ermordete“.

### Verfilmung
Im 1968 gedrehten Film Bandolero! spielt Dean Martin den Veteranen Dee Bishop, der ein ehemaliger Quantrills Raider gewesen sein soll und angibt, beim Überfall auf Lawrence teilgenommen zu haben. Sein Bruder Mace, von James Stewart dargestellt, war Mitglied der Unionsarmee unter General William T. Sherman. Im 1940 erschienenen Film Dark Command, mit John Wayne in der Hauptrolle, spielt Walter Pidgeon den Guerillakämpfer William Cantrell, der als ehemaliger Schullehrer zum Rebellen wurde. Der Protagonist William Cantrell orientiert sich oberflächlich an der historischen Person des William Quantrill. Der Film Renegade Girl aus dem Jahr 1946 handelt von den Spannungen zwischen Unionisten einerseits und Konföderierten andererseits im US-Bundesstaat Missouri. Vier Jahre später finden sich auch im 1950 in die Kinos gekommenen Streifen Reiter ohne Gnade, in welchem Jesse James (gespielt von Weltkriegsveteran Audie Murphy) die Hauptfigur ist, Bezüge zu Quantrills Taten. Der berüchtigte Jesse James selbst gehörte zu den Kämpfern, die unter Quantrill dienten. 1952 kam der Western Die Hölle der roten Berge (Red Mountains) in die Kinos, in dem Quantrill von John Ireland verkörpert wurde. Der Film thematisiert eine Zeitspanne kurz vor Beendigung des Sezessionskrieges.
Im Kinofilm Am Tode vorbei (1953) (Woman They Almost Lynched) wurde Quantrills Frau Kate als Flintenfrau gezeigt. Die jugendliche Ehefrau lebte drei Jahre an der Seite ihres Mannes unter den Guerilleros. The Stranger Wore a Gun von 1953 zeigt das Schicksal eines ehemaligen Quantrill Raider, der zum Bankräuber wurde und später von einigen seiner alten Kameraden gejagt wird. Mit dem 1958 entstandenen Film Quantrills Raiders wurde hauptsächlich versucht den Überfall auf Lawrence darzustellen.
1959 betitelte man eine Episode der TV-Show The Rough Riders mit dem Titel The Plot to Assassinate President Johnson. Wie der Titel bereits offenbart, wird hier ein Zusammenhang Quantrills mit dem Komplott zur Ermordung des Präsidenten Andrew Johnson hergestellt. Young Jesse James (1960) befasst sich mit Quantrills Einfluss auf den jungen Gefolgsmann und späteren Banditen Jesse James.
1965 erschien der Film Arizona Raiders, in dem Audie Murphy einen ehemaligen Quantrill Raider darstellt, der sich dazu verpflichten ließ, seine ehemaligen Mitstreiter aufzuspüren. In einem weiteren Film, The Legend of the Golden Gun aus dem Jahr 1979 wird Quantrill von zwei ehemaligen Gefolgsleuten gejagt und schließlich aufgespürt. Der Angriff auf die Stadt Lawrence und das dortige Massaker an etwa 200 männlichen Zivilisten steht im Mittelpunkt des 1998 gedrehten Films Lawrence: Free State Fortress.
Mit dem Schauspieler Tobey Maguire wurde im Jahr darauf (1999) ein Film unter dem Titel Ride with the Devil gedreht. Auch dieser befasst sich unter anderem mit Quantrills Überfall auf Lawrence und seinen Kämpfen in Kansas. Das Leben der Bushwhacker, wie die mit Quantrills Raiders vergleichbaren konföderierten Gruppen genannt wurden, diente dem Regisseur Ang Lee als Vorlage für diesen Film. Im Jahr 2000 titelte eine Episode der Fernsehserie The Secret Adventures of Jules Verne mit den Worten The Ballad of Steeley Joe. Darin wird sowohl auf Jesse James als auch auf William Quantrill Bezug genommen. Die Amerikanische TV-Show Psych stellte in einer Folge mit dem Titel Weekend Warriors eine Wiederholung des Bürgerkriegs dar. Dabei ging man auch auf William Quantrill ein. Die Aktionen in und um Lawrence werden beschrieben, jedoch lässt man Quantrill hier in den Armen der fiktiven Ordensschwester Jenny Winslow, deren Familie in Lawrence ums Leben gekommen sein soll.
Quantrills Lawrence Massaker von 1863 wurde auch in Steven Spielbergs Kurzserie Into the West aus dem Jahre 2005 verfilmt.
In dem Film True Grit von 2010, einem Remake des John Wayne-Klassikers Der Marshal, erklärt der Protagonist Reuben „Rooster“ Cogburn, er habe im Sezessionskrieg unter Quantrill gedient und löst dadurch eine Diskussion mit dem Texas Ranger LaBoeuf über Quantrill und seine Bande aus. Dies ist die bislang letzte Film- und Fernsehproduktion über Quantrill, seine Gefolgsleute und ihre Taten.

### Comicumsetzungen
Die Serie Leutnant Blueberry bzw. Die Jugend von Blueberry von Charlier (Szenario) & Colin Wilson (Zeichnungen) setzt sich mit den Ereignissen vor und während des Lawrence Massaker in zwei Alben auseinander: Nr. 4: Die Teufel von Missouri (Les démons du Missouri), Nr. 5: Aufruhr in Kansas (Terreur sur le Kansas).
Die Serie Die blauen Boys von Willy Lambil und Raoul Cauvin widmet sich Quantrill in Band 36 der französischen Ausgabe Quantrill und in Band 18 der deutschen Ausgabe Quantrills Bande ohne Bezug auf historische Ereignisse.